# Домой до темноты
«Домо́й до темноты́» или «Домо́й за́светло» (англ. Home Before Dark) — американский детективный сериал, рассчитанный на подростковую и взрослую аудиторию. Снят по книге юной журналистки и писательницы Хильды Лишак.
Первый сезон вышел на экраны в апреле 2020 года на видеоканале Apple TV+. Выход фильма сопровождался противоречивыми откликами. Кинокритики положительно отмечали исполнение главной роли юной Бруклин Принс, но писали о неправдоподобности и сентиментальности сюжетных ходов, а также «разрыве» между миром взрослых и параллельным ему миром юных героев.
Работа над вторым сезоном сериала была приостановлена в связи с пандемией COVID-19 и возобновилась в сентябре 2020 года. Режиссёром стал Майрон И. Керстайн. В июне 2021 года второй сезон вышел на экраны. В центре сюжета оказались экологические проблемы провинциального американского городка и борьба юных героев против могущественной корпорации, причастной к их появлению. Создатели сериала также затронули проблемы сексуальной идентичности подростков и отношения подчинённых к афроамериканке, наделённой властными полномочиями, в местности с традициями белого расизма.

## Сюжет сериала

### Сезон 1
В основе сюжета сериала — история девочки Хильды Лиско, которая переезжает из Бруклина в маленький городок Эри-Харбор на берегу озера. Много лет назад её отец Мэтт уехал отсюда в Нью-Йорк, где он работал журналистом. Происходит убийство, первоначально принятое полицией за несчастный случай, жертвой которого становится сестра человека, уже многие годы отбывающего срок за уголовное преступление. Девочка узнаёт о похищении и убийстве местного подростка Ричи, произошедших в этом городе 30 лет назад. Тело мальчика так и не было найдено. Об этих событиях все жители городка, включая отца главной героини, изо всех сил пытались забыть. Вокруг возобновившей неофициальное следствие по этому делу девочки создаётся атмосфера неприятия и подозрительности.
В финале настоящий преступник разоблачён, но оказывается, что похищенный подросток, скорее всего, не умер. The Hollywood Reporter писал: «…большой загадкой для второго сезона будет то, как Мэтт и Хильда будут разбираться в том, что случилось с Ричи, и почему он не вернулся в маленький городок Эри-Харбор». Создатель сериала Дана Фокс в ответ на недоумение журналиста по этому поводу ответила: «Я хотела, чтобы мы закончили первый сезон невероятно приятным способом, когда вы узнаёте ответ на загадку, но понимаете, что это не конец истории. На самом деле, это начало гораздо большей загадки… Когда я смотрю телешоу, где безумно влюбляюсь в какую-то загадку, я одержима каким-то конкретным преступлением, мне всегда немного тяжело, когда создатели полностью завершают [сюжет] в течение первого сезона, а потом переходят к чему-то совершенно другому во втором сезоне». О съёмках второго сезона второй создатель и сценарист сериала Дара Резник в апреле 2020 года (время выхода на экраны первого сезона) заявила: «Мы были почти на полпути… Мы только что закончили третий эпизод и начали снимать четвёртый эпизод, когда поняли: „О нет, весь мир вот-вот закроется [на карантин]“».
Сюжет сериала навеян криминальными репортажами и биографией Хильды Лишак, девятилетней журналистки из города Селингсгров в штате Пенсильвания, редактора собственной газеты Orange Street News (в фильме название газеты изменено на The Magic Hour Chronicle).

### Сезон 2
Юная репортёр Хильда Лиско ведёт расследование судьбы Ричи Файфа. Подросток был похищен, но, вероятно, не погиб. Расследование приводит юную журналистку к новым тайнам городка Эри-Харбор. Сотни мёртвых птиц падают с неба, погибают рыбы в местном озере. На одной из местных ферм происходит взрыв. Хильда соотносит его со странной смертью животных и известием об обнаружении токсичных химикатов. Расследование приводит её к наиболее влиятельным чиновникам, крупнейшей корпорации в городе и серьёзной опасности, в которой оказываются близкие ей люди.
Параллельно основной сюжетной линии развивается история семьи Лиско. Дедушка главной героини страдает болезнью Альцгеймера. Семья пытается вернуть его к полноценной жизни. Выясняется, что причиной его болезни и ранней смерти всех его друзей является работа в молодости на предприятии, использовавшем токсичные вещества. Мать Хильды Бриджит Лиско близко к сердцу принимает проблемы горожан и возобновляет после длительного перерыва карьеру адвоката. Иззи, старшая сестра главной героини сериала, перешедшая в старшую школу, решает проблему взаимоотношений с прежним бойфрендом, который переезжает в Эри-Харбор из-за конфликта в своей семье, одноклассницами и преподавателями. С течением времени она становится во главе движения учащихся своей школы за решение экологических проблем. Семейные проблемы и опасное расследование, которое проводит Хильда, сплачивают семью.

## Хильда Лишак и замысел сериала

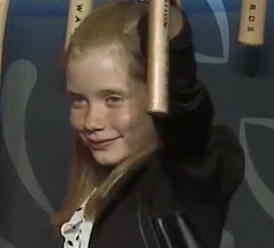
Хильда Лишак в 2016 году

Юная американская журналистка Хильда Лишак уже в девять лет стала кумиром сверстников и получила широкую известность в американских и европейских средствах массовой информации благодаря освещению криминальной хроники небольшого города, в котором она проживала.
Девочка вместе с отцом Мэттью Лишаком стала выпускать детские книги о своих приключениях. Они вышли в серии «Хильда раскрывает дело» (англ. «Hilde Cracks the Case») в издательстве Scholastic. Договор был заключён на шесть книг. Книги предназначены для детей от 5 до 8 лет, которые интересуются чтением, но ещё не готовы к восприятию более взрослой литературы. «Дети на этом уровне должны развивать свою выносливость и беглость в чтении», — утверждает представительница издательства. Карьерой и книгами юной журналистки и писательницы заинтересовались киностудии. В результате был снят сериал «Домой до темноты» по мотивам её расследований, который вышел на экраны 3 апреля 2020 года.

## Работа над сериалом

### Съёмки 1-го сезона
Подруга и бывший менеджер Даны Фокс продюсер Джой Горман Веттелс в 2016 году побывала на церемонии вручения национальной премии за вклад в журналистику Tribeca Awards. На неё сильное впечатление произвела маленькая девятилетняя девочка, получившая один из призов (Tribeca Disruptive Innovations), которая произнесла «невероятную речь и была невероятно уравновешена». Она говорила о необходимости для журналистов добиваться истины. Случайными собеседниками, с которыми Веттелс поделилась своим восхищением, оказались родители Хильды Лишак. К этому времени они уже вели переговоры по телефону с различными студиями об экранизации истории. Веттелс сумела заключить договор с семьёй Лишак. На вопрос, почему именно ей было оказано предпочтение, она получила ответ: «Потому что вы единственный человек, который говорил напрямую с Хильдой». В то время Веттелс была занята на другом фильме и передала производство съёмок сериала Дане Фокс.
В 2016 году американские студии Paramount Television и Anonymous Content купили права на экранизацию серии книг, которые Хильда Лишак написала в соавторстве с отцом Мэттью Лишаком. В 2018 году были подобраны артисты для исполнения основных ролей. Роль самой Хильды Лишак сыграла юная актриса Бруклин Принс, её отца — американский актёр Джим Стёрджесс. Режиссёром первых серий был утверждён Джон М. Чу.
Производство сериала началось 13 июня 2018 года. Первый сезон состоит из 10 серий. Сценарий был создан по мотивам реальных событий и персонажей, но для создания сюжетной интриги и мрачной атмосферы отчуждения в маленьком провинциальном городке были добавлены вымышленные персонажи, обстоятельства и детали. Съёмки сериала начались 12 ноября 2018 года в Ванкувере, а завершились 15 апреля 2019 года. В январе 2020 года было принято решение о создании второго сезона сериала.
Российский кинокритик Владимир Воронков писал: «Экранная Хильда пишет куда литературнее своего прототипа и вызывает гораздо больший резонанс, собирая 24 страницы комментариев под первой же публикацией. Реальная предпочитает сухую фактологию… Orange Street News — это невероятно уютное чтиво, где тексты про закрытие местной кофейни из-за коронавируса соседствуют с заголовками „В Патагонии замечен бигфут?“».
Первоначально Apple TV+ планировал выпустить только первые три эпизода сериала, но за несколько дней до запуска 3 апреля канал объявил, что выпустит сразу все 10 снятых эпизодов. Его создатели Дана Фокс и Дара Резник узнали о планах Apple TV+ лишь за несколько дней до демонстрации первого эпизода, своё состояние они охарактеризовали как волнение «родителей, запертых в доме с детьми».

### Съёмки 2-го сезона
В разгар съёмок второго сезона сериала «Домой до темноты» был объявлен двухнедельный локдаун в связи с пандемией COVID-19. Впоследствии он был неоднократно продлён. Кинокритик The Hollywood Reporter посетил в это время исполнительницу главной роли Бруклин Принс, которая находилась со своими родителями и няней в Ванкувере. Он отметил, что «для разнообразия» девочка «стала обычным ребёнком», играя с Барби, Slip 'N Slide, в футбол и кушая Lucky Charms. Намного больше времени, чем обычно, она стала проводить с семьёй. На просьбу кинокритика дать полезный совет на время локдауна читателям The Hollywood Reporter десятилетняя Принс с детской непосредственностью изрекла целых два: «Не использовать слишком много туалетной бумаги, потому что все какают» (англ. «To not use too much toilet paper because everybody poops») и «Находить хорошее в плохом». В середине сентября 2020 года появилась информация, что работа над вторым сезоном возобновлена 14 сентября и будет окончена 28 декабря 2020 года. Режиссёром должен был стать Майрон И. Керстайн.
Ещё до выхода на экраны первой серии второго сезона стало известно, что трейлеры к нему были выдвинуты в двух разных номинациях на престижную награду в сфере маркетинга кинематографа «Золотой трейлер». В этот раз (вопреки устоявшейся традиции) жюри оценивало контент не за год, а снятый с апреля 2019 по апрель 2021 года. В итоге один из трейлеров стал победителем в престижной номинации «Лучший анимационный фильм / семейный сериал / потоковый сериал (трейлер / тизер / телесериал)».
Создатели сериала не раскрывали сумму затрат на съёмки и рекламу и не публиковали статистические данные о количестве просмотров или о доходах от демонстрации на Apple TV+ по результатам демонстрации первого и второго сезонов. Они установили возрастной ценз на просмотр сериала для российской аудитории 18+ (для англоязычной аудитории установлен возрастной рейтинг 14+).

## Авторы о сериале
Исполнительные продюсеры Резник и Фокс рассказывали в интервью газете Los Angeles Times о том, что у них обеих дочки, но вместе с ними приходилось смотреть мальчишеские фильмы, подобные тем, которые они сами смотрели в детстве, такие как «Останься со мной» или «Е. Т.». В своём сериале, по собственным словам, они хотели показать, что «девочки могут быть в центре подобных историй, и это может быть привлекательным для всех». 9-летняя Принс и 13-летняя Лишак также заявили, что это фильм, в котором каждый нуждается сейчас. Хильда Лишак утверждала, что он может тронуть не только девочек, но и девушек, а также взрослых людей. Газета The Times организовала в условиях пандемии видеоконференцию, в ходе которой Хильда Лишак взяла онлайн-интервью у Бруклин Принс. Принс рассказала, что, получив сценарий фильма, она влюбилась в него с самого начала. Девочка создала в своём сознании образ главной героини, ориентируясь на Хильду, но добавив в него некоторые собственные черты.
Одна из основных создателей фильма Дана Фокс в интервью утверждала: «Я нахожу удивительным то, как Хильда так безжалостна в своём стремлении к истине и так непреклонна в ситуациях, когда я, взрослый человек со всеми моими взрослыми навыками, вероятно, отступлю». Она говорила, что Хильда, с одной стороны, иногда её даже пугает, но, с другой стороны, воодушевляет своим бесстрашием. Бруклин Принс, по её словам, «глубоко чувствующий человек, когда она… вживается в роль и произносит текст… вы не наблюдаете, как она играет чувство. Вы видите, как она чувствует. Она испытывает это чувство, и это так необычно наблюдать». Другая сценаристка Дара Резник говорила в интервью The Hollywood Reporter о мощной игре Бруклин Принс, о «невероятности» её личности и таланта.
Журнал Forbes отмечал, что главной целью работы Даны Фокс было, по её словам, «чтобы сериал „был чем-то, что создаёт ощущение связи между семьями“». Журналистка добавляла в статье, что «теперь вместе они могут задавать вопросы, анализировать и открывать». Дана Фокс и Джон Чу говорили, что сериал достаточно обманчив. Хотя в центре событий находится юная актриса, он не похож на детский контент, «сериал имеет гораздо более широкую и универсальную привлекательность для аудитории». В создании такой атмосферы для зрителей, по мнению Фокс, большую роль сыграл саундтрек композитора Нейтана Ланье. Фокс отметила, что сама, как и Чу, пришла из развлекательного жанра и что предшествующий фильм («Безумно богатые азиаты») был у него комедией. Однако сериал «Домой до темноты» поднимает серьёзные темы, волнующие американское общество: «нападения на свободную прессу и журналистов», «фальшивые новости», «ощущение, что нет никакого способа узнать, что является истиной». Дана Фокс сказала о сериале, что он «разрушил мою [её] карьеру, потому что теперь я никогда не хочу делать то, к чему я не испытываю такого сильного чувства».
Рассказывая о съёмках второго сезона сериала, Дана Фокс отмечала роль, которую сыграли в них родители исполнительницы главной роли. По её словам, мать девочки фактически стала наставником по актёрскому мастерству для всех юных артистов, занятых в фильме. Высоко оценила Фокс работу самой Бруклин Принс — она «невероятно чуткий человек и очень глубоко вживается в роль». Исполнительница роли Маккензи Джонсон чернокожая актриса Азиза Скотт отмечала тот факт, что её персонаж во втором сезоне сериала становится шерифом. Сразу после этого она сталкивается с проблемой несправедливости окружающих по отношению к цветным женщинам, обладающим властью. Её целью становится добиться уважения от своих подчинённых, что приводит к осложнению отношений с главной героиней — Хильдой. Азиза Скотт утверждала в интервью, что в ходе съёмок училась у своего персонажа стойкости и настойчивости. Продюсер сериала Дана Фокс отмечала, что идея сделать чернокожую женщину шерифом в городе с расистскими традициями пришла к создателям фильма ещё до возникновения движения Black Lives Matter.
Бруклин Принс в интервью сайту Screen Rant отмечала, что во втором сезоне сериала члены семьи Лиско сближаются, в то время как в первом сезоне переезд в маленький городок разделил их. Актриса отмечала рост значения в сюжете фильма старшей сестры Хильды — Иззи. Джим Стёрджесс обращал внимание, что если в первом сезоне в центре повествования было выяснение судьбы отдельного человека, то во втором действие вращается вокруг проблем загрязнения окружающей среды. Исполнитель роли дедушки Хильды, который по сценарию страдает болезнью Альцгеймера, Рид Барни рассказал, что провёл «небольшое исследование» по теме болезни, в частности, посмотрел документальный фильм о певце Глене Кэмпбелле под названием «Глен Кембелл: Я буду собой» (2014). Консультировала артиста и Дана Фокс, дед которой страдал этим заболеванием. В интервью новостному сайту BroadwayWorld Барни сравнивал «Домой до темноты» с книгами и фильмами о Нэнси Дрю. Он отметил, что, если бы не тонкость понимания своей героини Бруклин Принс и реализм её игры в сериале, фильм рисковал бы превратиться в очередное шоу от Nickelodeon.

## Персонажи и исполнители главных ролей
| Портрет | Актёр          | Персонаж               |
| ------- | -------------- | ---------------------- |
|         | Бруклин Принс  | Хильда Лиско           |
|         | Джим Стёрджесс | Мэтт Лиско             |
|         | Кайли Роджерс  | Иззи Лиско             |
|         | Эбби Миллер    | Бриджит Лиско          |
|         | Луис Хертум    | Фрэнк Бриггс Старший   |
|         | Майкл Уэстон   | Фрэнк Бриггс Младший   |
|         | Джоэль Картер  | Ким Коллинс            |
|         | Рид Барни      | Сильвестр Лиско        |
|         | Азиза Скотт    | Шериф Маккензи Джонсон |

## Эпизоды сериала

### Сезон 1
| № | Название                   | Режиссёр         | Автор сценария          | Дата премьеры  |
| --- | -------------------------- | ---------------- | ----------------------- | -------------- |
| 1 | «Волшебный час»            | Джон М. Чу       | Дана Фокс и Дара Резник | апрель 3, 2020 |
| Юная репортёр Хильда Лиско и её семья переезжают в маленький городок, но шокирующее событие меняет их планы.                           |                            |                  |                         |                |
| 2 | «Никогда не будет прежним» | Джон М. Чу       | Гарретт Лернер          | апрель 3, 2020 |
| Хильда сталкивается с секретами Эри-Харбор. Её отец Мэтт вынужден обратиться из-за этого к своему прошлому.                            |                            |                  |                         |                |
| 3 | «Жало, как у пчелы»        | Розмари Родригез | Энн Черкис              | апрель 3, 2020 |
| У Хильды появляется подозреваемый. |                            |                  |                         |                |
| 4 | «Птица, человек»           | Дэвид Катценберг | Карла Чинг              | апрель 3, 2020 |
| Маленькие детективы выслеживают Птичника, таинственного изгоя, у которого может быть важная информация о деле тридцатилетней давности. |                            |                  |                         |                |
| 5 | «Зелёный велосипед»        | Кэт Кандлер      | Джо Хортуа              | апрель 3, 2020 |
| Хильда убеждается, что по делу Ричи Файфа 30 лет назад был осуждён не тот человек, и решает это доказать.                              |                            |                  |                         |                |
| 6 | «88 миль в час»            | Кэт Кандлер      | Лукас О'Коннор          | апрель 3, 2020 |
| На школьной дискотеке 80-х годов Хильда и Мэтт находят зацепку в своём расследовании.                                                  |                            |                  |                         |                |
| 7 | «Поисковая группа»         | Джим МакКей      | Темби Банкс             | апрель 3, 2020 |
| Хильда исчезает, её семья сталкивается со своим худшим кошмаром.                                                                       |                            |                  |                         |                |
| 8 | «Будущее за женщинами»     | Джим МакКей      | Хиллари Кунин           | апрель 3, 2020 |
| Хильда создаёт движение по искоренению коррупции в своём городке.                                                                      |                            |                  |                         |                |
| 9 | «Супергерой Монстр-убийца» | Кейт Вудс        | Дара Резник и Дана Фокс | апрель 3, 2020 |
| Мэтт и Хильда отправляются в путешествие, чтобы узнать больше о подозреваемом.                                                         |                            |                  |                         |                |
| 10 | «Больше, чем все мы»       | Розмари Родригез | Рассел Фринд            | апрель 3, 2020 |
| Улика извлечена из соседнего озера. Хильда понимает, что это только начало загадочных событий.                                         |                            |                  |                         |                |

### Сезон 2
| № | Название                        | Режиссёр         | Автор сценария                             | Дата премьеры   |
| --- | ------------------------------- | ---------------- | ------------------------------------------ | --------------- |
| 1 | «Не сдаваться»                  | Кэт Кандлер      | Дана Фокс и Дара Резник                    | июнь 11, 2021   |
| Юная репортёр Хильда Лиско ведёт расследование судьбы Ричи Файфа. Это приводит её к новым тайнам городка Эри-Харбор, связанным с серьёзными экологическими проблемами, обрушившимися на него.                                        |                                 |                  |                                            |                 |
| 2 | «Я вам верю»                    | Говард Дойч      | Рассел Фринд и Хиллари Кунин               | июнь 18, 2021   |
| Отключение света в городе затрудняет расследование Хильды. Удаётся выяснить, что корпорация «Уотт менеджмент» — не те, за кого себя выдают.                                                                                          |                                 |                  |                                            |                 |
| 3 | «Схватка с призраками прошлого» | Дэвид Катценберг | Гарретт Лернер и Хлоэ Даркин               | июнь 25, 2021   |
| Хильда пытается спасти своего деда, страдающего потерей памяти. Её родители Мэтт и Бриджит сталкиваются с серьёзными проблемами в воспитании своей старшей дочери Иззи.                                                              |                                 |                  |                                            |                 |
| 4 | «Тёмные комнаты»                | Кейт Вуд         | Гарретт Лернер, Рассел Фринд и Кристин Рум | июль 2, 2021    |
| Хильда продолжает расследование. В жизнь Иззи возвращается юноша из её нью-йоркского прошлого. |                                 |                  |                                            |                 |
| 5 | «Чёрный ящик»                   | Майрон Керштейн  | Рассел Фринд и Кристл Дрю                  | июль 9, 2021    |
| Содержимое чёрного ящика из найденного юными журналистами самолёта шокирует Хильду. Мэтт понимает, что он слишком мало знал о своём отце.                                                                                            |                                 |                  |                                            |                 |
| 6 | «Где-то далеко»                 | Эдвард Орнелас   | Молли Нассбаум                             | июль 16, 2021   |
| Лучшая подруга Иззи просит её дать ответ о возможности близких отношений между ними. Мэтт, Фрэнк и трое юных детективов отправляются на остров, где существовала лаборатория, эксперименты в которой вызвали экологические проблемы. |                                 |                  |                                            |                 |
| 7 | «Просто птица»                  | Карен Монкрифф   | Джо Хортуа                                 | июль 23, 2021   |
| Последствия необдуманных действий настигают юных журналистов-детективов. Семья Лиско пытается пробудить воспоминания у дедушки, осуществив реконструкцию эпизода из его прошлого.                                                    |                                 |                  |                                            |                 |
| 8 | «Злодей»                        | Эдвард Орнелас   | Молли Нассбаум и Адам Старк                | июль 30, 2021   |
| Хильда пытается помириться со своими друзьями. Иззи и её бойфренд помогают юным детективам добраться до файловых архивов таинственной корпорации.                                                                                    |                                 |                  |                                            |                 |
| 9 | «Самая важная жизнь»            | Говард Дойч      | Джо Хортуа                                 | август 6, 2021  |
| Умирает дедушка Хильды. Корпорация добивается запрета газеты Хильды. Иззи поднимает учеников своей школы на борьбу против корпорации.                                                                                                |                                 |                  |                                            |                 |
| 10 | «Неопровержимая улика»          | Норма Бейли      | Дана Фокс и Хлоэ Даркин                    | август 13, 2021 |
| Мэтт и Хильда обнаруживают разгадку тайн Эри-Харбор, но им приходиться убеждать жителей города выступить против всесильной корпорации                                                                                                |                                 |                  |                                            |                 |

## Художественные критики о сериале

### О первом сезоне

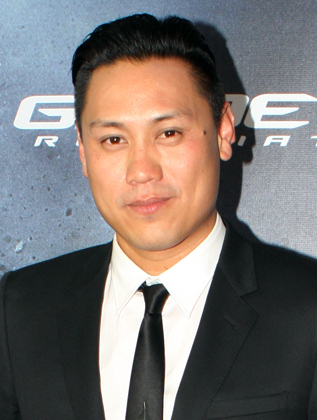
Джон М. Чу

Художественный критик газеты New York Times называет актрису Бруклин Принс, которая исполняет главную роль, «неописуемо очаровательной и уже [сейчас] лучше известной, чем средний 9-летний подросток, дебютирующий на телевидении» (она стала звездой, сыграв одну из основных ролей в фильме «Проект „Флорида“» в 2017 году). Он отмечает её «необычайную уравновешенность», которая ещё тогда была характерна для девочки. Кастинг, по его мнению, был весьма удачен, так как Принс играет персонажа, основанного на необычайно раннем интеллектуальном и эмоциональном развитии: девочка ведёт собственную газету, подражает Шерлоку Холмсу, обладает фотографической памятью, может процитировать книгу «Вся королевская рать», обладает развитой интуицией.
Критик отмечал, однако, что сериал «расширяет границы неправдоподобности и сентиментальности даже по меркам мыльной семейной мелодрамы». Представление о том, что 9-летний подросток разоблачает коррупцию и добивается справедливости для неправомерно осуждённых, он называет в статье фантастическим. Сериал, по его мнению, становится увлекательным отчасти благодаря «мрачному красивому спектаклю», который разыгрывают перед ним постановщики, но основой его привлекательности для зрителя является игра Принс в образе ребёнка, «который страдает из-за то, что он посторонний, но отказывается поддаваться давлению со стороны семьи, одноклассников, учителей и полиции». По словам критика, Принс разыгрывает [перед зрителем] шоу (англ. «Prince is carrying the show»).
Противоположную точку зрения высказала в своей статье художественный критик газеты The Guardian Люси Мэнгэн. У неё вызвала иронию одержимость героини книгой Роберта Пенна Уоррена, первой поправкой к Конституции США, стремлением к истине, справедливости и американскому образу жизни, одарённость «полубожественными способностями проникать в человеческое сердце», «распознавать истинные мотивы и подниматься над мелкими людскими ссорами»… Мэнгэн не верит в «её преждевременную интеллектуальную и эмоциональную зрелость». Её раздражают фотографическая память и «странная способность интуитивно понять, кто подозреваемый, и где он может скрывать жизненно важные доказательства (которые девочка даже не собирается передавать полиции)», а также её феминистские взгляды. По мнению журналистки, «некритическое идолопоклонничество Хильды недостаточно обманчиво».
Художественный критик газеты высказала замечание не только к образу Хильды, но и к сюжету. Он «даёт ощущение, что вы участвуете в двух не очень хороших программах одновременно». Приключения Хильды, по её мнению, можно ещё воспринимать как «своего рода Веронику Марс для более молодой демографической группы». Параллельно идущая история её отца и его сопричастность к событиям прошлого создаёт ощущение разрыва мира детей и «более тёмного, более взрослого» мира. Спасает же зрителя от утомления, несмотря на отдельные неудачные сцены, игра Бруклин Принс. «Она просто удивительна, — пишет автор, — Принс поднимается над замыслом, сценарием, всем [другим]». Подзаголовок к статье гласит: «Несмотря на удивительную игру Бруклин Принс, Apple, должно быть, шутит с этой драмой, основанной на реальных событиях, о преждевременной маленькой литературной подёнщице». Газета выставила сериалу только две из пяти звёзд. Обозреватель американского еженедельника Variety Кэролайн Фрамке в целом разделяет эту точку зрения. Она с восхищением отзывается об игре маленькой актрисы. Вместе с тем она пишет: «Хотя „Домой до темноты“ пытается удовлетворить сразу две демографические группы, проблема, однако, заключается в том, что таинственность современного убийства и похищения в прошлом переплетаются и раскрываются слишком туманно для детей и слишком упрощённо для взрослых».
Обозреватель киносайта IndieWire Кристен Лопез подметила ещё ряд недостатков сериала — многочисленные побочные персонажи и темы, «предназначенные для расширения аудитории»; повторение одного и того же события, например, несколько раз родители пытаются заставить Хильду отказаться от репортажа; несколько наигранной представляется обозревателю линия отца девочки: так, она с иронией пишет: «И он так сильно верит в Хильду! Когда он даёт ей своё благословение, это похоже на помазание»; слишком типичным для подростковой драмы она посчитала и образ старшей сестры главной героини Изабель. Среди второстепенных персонажей журналистка выделила Джоэл Картер в роли директора школы. Она представлена женщиной, «которая не закалена и не цинична, как это обычно бывает с большинством школьных учителей на телевидении».
Обозреватель российского журнала Коммерсантъ Weekend Татьяна Алёшичева охарактеризовала «Домой до темноты» как «бесконечно обаятельный сериал» о «маленькой идеалистке» во главе «команды из ужасно серьёзных карапузов». Она отмечала «дидактический и духоподъёмный тон» (героиня не только переживает увлекательное приключение, она ещё и преодолевает недоверие и иронию взрослых) сериала, но утверждала, что именно здесь он «очень к месту».

### Отклики СМИ на второй сезон
Кинокритик канадского медиасайта и старший редактор журнала Tribute Александра Хайльброн отмечала, что второй сезон сериала «отличается исключительным качеством», что, по её словам, характерно в целом для контента, доступного на Apple TV+. Хотя сюжет вращается вокруг девочки-подростка, сериал, по утверждению кинокритика, не предназначен для детей. Сам сериал снят в Ванкувере, но постановщики умело воссоздали мрачную атмосферу маленького вымышленного городка в штате Вашингтон. Актёрский состав кинокритик назвала «великолепным». Бруклин Принс привносит в фильм «серьёзность, не характерную для её юного возраста». В игре Джима Стёрджесса Хайльброн отметила искренность симпатии к дочери и желания защитить её от опасности. В роли Эбби Миллер кинокритик особо отметила убедительность попыток уберечь Хильду от неприятностей и решить типичные подростковые проблемы её старшей сестры Иззи. Александра Хайльброн отмечала, что корпорация Apple TV+, выпуская новые серии каждую пятницу, обеспечила зрителям «шоу, которое лучше, когда его смакуют, а не наедаются им до отвала за один раз, выпуск по одному эпизоду в неделю в общей сложности на 10 недель требует мучительного ожидания, поскольку зрители каждую неделю открывают для себя только небольшую часть тайны».
Обозреватель новостного сайта Screen Times Джеймс Ли отмечал, что во втором сезоне действие происходит через год после событий первого. Хильда испытывает проблемы с психическим здоровьем, поскольку дело об исчезновении Ричи Файфа продолжает волновать её, но юной журналистке не удаётся приблизиться к разгадке тайны. По мнению Ли, второй сезон включает в себя все элементы, сказавшиеся на успехе первого сезона, но сюжет более насыщен событиями, в нём присутствуют более глубоко проработанные персонажи, действие развивается гораздо быстрее. Семья Лиско по-прежнему остаётся центром развития сюжета, но второстепенные персонажи во втором сезоне играют более значительную роль. Друзья Хильды, как и раньше, в первую очередь призваны создавать комический фон, но зритель узнаёт значительно больше о каждом из этих персонажей за пределами основной сюжетной линии. Старшая сестра Хильды Иззи (Кайли Роджерс) также получила больше экранного времени, поскольку, перейдя в старшую школу, сталкивается с целым рядом проблем старшего подросткового возраста.
Джеймс Ли отметил очарование Бруклин Принс в роли главной героини. В частности, «милая сцена с семейным ужином для дедушки Хильды» показалась ему особенно трогательной и даже заставила его прослезиться. Тем не менее, с точки зрения Ли, второй сезон не лишён недостатков: некоторые сцены, часто недостаточно продуманные авторами, появляются слишком назойливо, отдельные конфликты между персонажами получают слишком быстрое разрешение, хотя требуют большей проработки. Обозреватель, однако, делал вывод, что второй сезон «Домой до темноты» — «сериал, который понравится всей семье, но при этом заставит задуматься над серьёзными проблемами».

## Перспективы третьего сезона
Новостные сайты, оценивая возможность выхода летом 2022 года третьего сезона сериала, утверждают, что решение о нём на август 2021 года ещё не принято. Сайт HITC считает, что события второго сезона предусматривают дальнейшее развитие сюжета и соответственно продолжение сериала. Художественный критик сайта лондонская журналистка Ирам Шарифан Хан отмечала достаточно высокие рейтинги сериала: 7,5 / 10 на IMDB, 81 % на Rotten Tomatoes и 4 / 5 на Common Sense Media. Она предполагала, что в третьем сезоне в центре развития событий останется конфликт между семьёй Лиско и корпорацией Strata Tech. HITC ожидает объявления о новом сезоне сериала в ближайшее время.

## Награды сериала
| Фестивали и конкурсы | Номинация                                                        | Победитель  |
| -------------------- | ---------------------------------------------------------------- | ----------- |
| The Joey Awards      | Лучший актёр во второстепенной роли в сериале для детей 8-10 лет | Джейден Оэр |